# Hirz-Maulsbach
Hirz-Maulsbach település Németországban, Rajna-vidék-Pfalz tartományban. Lakosainak száma 304 fő (2023. december 31.).

## Népesség
A település népességének változása:
| Lakosok száma | 232  | 304  | 303  | 307  | 322  | 304  |
|               | 1975 | 2017 | 2019 | 2021 | 2022 | 2023 |